# Azul reativo 104
Azul reativo 104, azul reativo X-R, azul naval reativo FMG ou azul naval reativo K-FGR, é o composto orgânico, corante azo-composto, de fórmula C24H10ClCuF2N7Na3O12S3 e massa  molecular 890,54. Apresenta-se comercialmente como um pó azul escuro. Classificado com o número CAS 61951-74-4. Pertencente ao grupo dos corantes formazan..

## Obtenção
É obtido por nitrificação do benzaldeído com mistura sulfonítrica, posterior redução, acilação com anidrido acético, novamente nitrificação com mistura sulfonítrica, redução com ferro em pó e ácido clorídrico, condensação com ácido 4-formilbenzeno-1,3-dissulfônico, condensação ácida com ácido 3-amino-4-hidroxibenzenossulfônico, complexação com cobre e condensação com 5-cloro-2,4,6-trifluoropirimidina.